# 魲万里絵
魲 万里絵（すずき まりえ、1979年〈昭和54年〉 - ）は、日本の画家。主に肉体、身体のパーツをモチーフにした絵画を描く。

## 人物・略歴
長野県長野市で育つ。5才秋頃から小学2年生の学年末の8才まで埼玉県熊谷市で育つ。新潟市の高校に進学。3か月後の夏頃に長野市に戻る。2007年頃より主に女性の肉体、身体のパーツをモチーフにした絵画を描く。
2009年にスイス、ローザンヌで開催された Collection del' art brut（アール・ブリュット・コレクション）「JAPON」展の朝日新聞の紹介記事を見た母親が、日本側事務局の滋賀県近江八幡市滋賀県社会福祉事業団に連絡したことを機にボーダレス・アートミュージアムNO-MAを主に活動を開始する。
この頃に、ボーダレス・アートミュージアムNO-MAの作家たちの取材、撮影をしていた大西暢夫と出会う。
2010年にフランス、パリの HALLE SAINT PIERRE（パリ市立アル・サン・ピエール美術館）「ART BRUT JAPONAIS（アール・ブリュット・ジャポネ）」展、2017年にフランス、ナントの Le Lieu Unique（フランス国立現代芸術センター リュー・ユニック）日本のアール・ブリュット「KOMOREBI」展に出展。代島治彦や大西暢夫が展覧会撮影のため同行している。
2018年に長野市の信州新町美術館で開催された「シンビズム 信州ミュージアム・ネットワークが選んだ20人の作家たち」に選出される。同選出作家だった美術家のナカムラマサ首と出会う。
2019年よりナカムラマサ首とアーティストユニット「魲ムラマリ首」として活動している。
2020年にNHKEテレ「no,art no,life」に出演する。同年に東京藝術大学大学美術館で開催された特別展 「あるがままのアート-人知れず表現し続ける者たち」に出展する。同年より切り絵作家の谷澤紗和子と共同作品の制作を開始する。
2022年より長野市鶴賀田町にある築80年の古民家を改装した「STUDIO & GALLERY K-LAB」を制作スタジオにしている。

## 主な出展歴
2010年
- アール・ブリュット・ジャポネ　パリ市立アル・サン・ピエール美術館/フランス、パリ

2011年
- 魲万里絵展 縷々累々、紙の上の私の風景　ボーダレス・アートミュージアムNO-MA/滋賀県近江八幡市

2012年
- アール・ブリュット in NAGANO　ホクト文化ホール（長野県県民文化会館）ギャラリー/長野県長野市
- 魲万里絵展　MeiPAM01（旧久能呉服店）/香川県小豆郡
- 日韓合同企画展 Art Brut in Japan and Korea 日/韓 行き交うところ　ボーダレス・アートミュージアムNO-MA/滋賀県近江八幡市

2013年
- アール・ブリュット ゾーン パルコ 大津PARCO/滋賀県大津市
- 魲 万里絵 展　るんびにい美術館/岩手県花巻市

2014年
- そこにある美術-アール・ブリュット-展　米子市美術館/鳥取県米子市
- アール・ブリュット☆アート☆日本　ボーダレス・アートミュージアムNO-MA/滋賀県近江八幡市
- アール・ブリュット ランドスケープ-創造のカタチを一望する-　大津プリンスホテル コンベンションホール淡海/滋賀県大津市

2015年
- これ、すなわち生きものなり　ボーダレス・アートミュージアムNO-MA/滋賀県近江八幡市

2016年
- オソレイズム　はじまりの美術館/福島県那麻郡
- NO-MAコレクション Part2＋新作展「魲万里絵 遠くて近い私の風景　ボーダレス・アートミュージアムNO-MA/滋賀県近江八幡市
- アール・ブリュット☆アート☆日本3　ボーダレス・アートミュージアムNO-MA/滋賀県近江八幡市

2017年
- KOMAREBI 日本のアール・ブリュット　フランス国立現代芸術センターリュー・ユニック/フランス、ナント

2018年
- アール・ブリュット-日本とスウェーデン　エズヴィック・コンストハル（Edsvic Konsthall）/スウェーデン・ソレンチューナ
- シンビズム 信州ミュージアム・ネットワークが選んだ20人の作家たち　信州新町美術館/長野県長野市

2019年
- Thailand and japan ART BRUT-Figere of Unknown Beauty 日本とタイのアール・ブリュット～知られざる美のかたち Bangkok Art & Culture Center（BACC）/タイ、バンコク ボーダレス・エリア近江八幡芸術祭 ちかくのたび　ボーダレス・アートミュージアムNO-MA/滋賀県近江八幡市

2020年
- KUBICOLLE REPLAY 「魲ムラマリ首」として出展　galleryPAO/東京都渋谷区
- KUBICOLLECTION 「魲ムラマリ首」として出展　galleryPAO/東京都渋谷区
- 魲 万里絵 展「わたし」たらしめる、私の色　信州新町美術館/長野県長野市
- ボーダレス・エリア近江八幡芸術祭 ちかくのまち　ボーダレス・アートミュージアムNO-MA/滋賀県近江八幡市
- 特別展 「あるがままのアート-人知れず表現し続ける者たち」　東京藝術大学大学美術館/東京都台東区
- DTOI2020 ドローイング・タブロー・オブジェ・インスタレーション 2020 夏　FLAT FILE SLASH 倉庫ギャラリー/長野県長野市

2021年
- 「MARIKUBIOSU in SHADOW GALLEY」 The Vintage Garden　SHADOW GALLERY/愛知県名古屋市
- 魲万里絵展 【情欲】　RED CUBE GALLERY/東京都杉並区
- まつもと魲ムラマリ首園　信毎メディアガーデン１Fホール/長野県松本市
- ナカムラマサ首×魲 万里絵二人展 「魲ムラマリ首園」 FLAT FILE SLASH 倉庫ギャラリー/長野県長野市

2022年
- 魲万里絵展 いぶつ回帰　RED CUBE GALLERY/東京都杉並区
- 〈-77℃〉 spazio rita/愛知県名古屋市 ※鉄の作家・JUNK-LAWの個展にてゲスト展示
- 【KONTON VOX vol.2】　RED CUBE GALLERY/東京都杉並区
- 【KONTON VOX vol.1】　RED CUBE GALLERY/東京都杉並区

2023年
- RED CUBE GALLERY is OUMI LOBBY ACTIVITY　大津プリンスホテル コンベンションホール淡海/滋賀県大津市 ※ナカムラマサ首と共同展示
- JUNK LAW＋魲万里絵＋ナカムラマサ首 3人展 CROSS BREEDING 異種交配作品産後展覧会　RED CUBE GALLERY/東京都杉並区
- 彼方の手に触れる。See Saw gallery＋hibit/愛知県名古屋市 ※切り絵作家・谷澤紗和子の個展にて特別出展
- 魲万里絵展 遠鳴りに聞け　RED CUBE GALLERY/東京都杉並区

2024年
- 魲 万里絵 展 次の出立点 ▶▶▶　ギャラリー 豆蔵 gallery mamegura/長野県長野市
- K-LAB 企画展 2024-01 ケーラボ[プレ] 混ざり合うようでいて 交らわず 予期せぬ 混沌共有空間　STUDIO&GALLERY K-LAB/長野県長野市　※画家 香山洋一、映像と音楽 中澤ナオ、ドキュメンタリー映画 GASPARD KUENTZ、コラージュ Content Is Using Meと共同展示